# Георг фон Алефелдт
Георг фон Алефелдт (на немски: Georg (Jørgen) von Ahlefeldt; * 12 септември 1584 или 12 септември 1589 в Лøнборггåрд; † 24 юни 1641 в Хадерслев) е благородник от стария род Алефелдт от Холщайн и датски съветник.
Той е син на Годзке фон Алефелдт (1556 – 1612) и съпругата му Маргарета Рантцау (1556 – сл. 1624). вдовица на граф Ханс фон Ахлефелдт († 1580), дъщеря на Поул Рантцау (1527 – 1579) и Беата Зещед (1535 – 1589).
Полубрат му Грегор фон Ахлефелдт (1577 – 1617) се жени за Метта Бломе (1583 – 1646), която е сестра на съпругата му Маргарета Бломе.

## Фамилия
Георг фон Алефелдт се жени 1612 г. за Маргарета Бломе (* ок. 1594; † сл. 1665/пр. 1666), дъщеря на Ханс Бломе (1538 – 1599) и Катарина Щуре († сл. 1618). Те имат четири дъщери:
- Маргрета фон Алефелдт (* 1620, Кварнбек; † 1691), омъжена на 7 август 1646 г. за Хенрик фон Алефелдт (* 1592, Итцехое; † 1674), син на Бендикс фон Алефелдт (1546 – 1606)
- Луция фон Алефелдт-Кваренбек (* 12 септември 1589; † 24 юни 1641/1698), омъжена 1634 г. за фрайхер Паул Йоахим фон Бюлов (* 1 декември 1606 в Шарфсдорф; † 1 януари 1669 в Люнебург)
- Анна Катарина фон Алефелдт († 1657), омъжена на 30 ноември 1634 г. за Томас Гроте (1594 – 1654)
- Анна фон Алефелдт-Холщайн († 1660), омъжена за Юрген Ернст фон Ведел (* 1597, Шпигел; † 16 септември 1661, Колберг), шведски генерал-майор и посланик